# Borca di Cadore
Borca di Cadore – miejscowość i gmina we Włoszech, w regionie Wenecja Euganejska, w prowincji Belluno.
Według danych na styczeń 2009 gminę zamieszkiwały 832 osoby przy gęstości zaludnienia 30,8 os./1 km².